# بلاد السيبة
بلاد السيبة مصطلح تاريخي مغربي يشير إلى الفضاء أو المجال الذي لم يكن مُؤمَّنا ولا توجد فيه أجهزة مخزنية للسلطان وامتنعت قبائل بلاد السيبة عن دفع الضرائب، وكانت هذه البلاد تعترف فقط بالمكانة الروحية للسلطان، عكس بلاد المخزن التي كانت خاضعة لسلطة الدولة بأبعادها الدينية والسياسية والمالية حيث ينهض السلطان بنفسه بمهام تعيين الموظفين الساهرين على أحوال القبيلة من قياد وشيوخ ونظار، كما يشرف السلطان على حراستها بتكليف القبائل القريبة بالسهر على حماية الطرقات الرئيسية، وتتميز أسواقها بوجود جباة المخزن في أبوابها، وكانت تتمتع طرق بلاد المخزن بمحطات استراحة تسمى «النزايل» لتموين المسافرين والقوافل. ولم تكن بالضرورة بلاد المخزن آمنة كليا، ولا بلاد السيبة خطيرة دائما، بل إن الأمر كان نسبيا. واستفحلت «السيبة» في مغرب القرن التاسع عشر ميلادي، وظهرت وظيفة «الزطاط» وهو الذي يعبر بالناس طرق بلاد السيبة، كما اجتهدت العشائر والجماعات في ابتكار أشكال حماية تتماشى مع احتياجاتها وواقعها، فكانت المدن والقبائل محاطة بأسوار وأبراج يعتليها حراس. وكانت القبائل التي تمارس الزراعة تستقدم من يحميها مقابل جزء من محاصيلها الزراعية تؤديه سنويا، كما فعلت بعض قبائل الجنوب الشرقي. وعرف المغرب خلال القرن التاسع عشر أشكال حماية مثل «المزراك» و«الذبيحة» و«تايسا» (أو تتافسكا) و«أمورن» و«تاكَمات»، وكلها أشكال حماية توفرها القبائل والزوايا. أما الأمن الذي يوفره المخزن، فإن مجاله ظل محدودا رغم الجيوش التي كان يتوفر عليها، وشن العديد من قيادات المخزن حملات على بلاد السيبة أمثال المدني الكلاوي والتهامي الكلاوي.
واهتم المستشرقون الأوروبيون خلال القرن التاسع عشر بدراسة الإدارة المخزنية وجعلها أهم الأهداف التي رسمتها السوسيولوجيا الاستعمارية لنفسها، فتم خلق نظرية تم الاتكاء عليها في إنتاج “خطاب علمي” حول المجتمع المغربي، حيث اعتبروا «بلاد السيبة» نوع من المقاومة لسلطة المخزن، الذي يظهر في أدبياتهم كعدو رئيسي للقبائل الأمازيغية، يختص بجمع الضرائب وبسط النفوذ على البلاد “المتمردة” التي تحاول الانفلات من قبضته في كل حين. غير أن واقع حضور مخزن وعلاقته بالقبائل لم يكن بتلك البساطة، حيث كان جهازه متوغلا حتى داخل القبائل الجبلية والأمازيغية التي دافعت الدراسات الاستعمارية عن عزلتها واستقلالها.

## خلفية تاريخية
برز في المجال المغربي وجود علاقة وطيدة بين نشأة الدولة المركزية من جهة، ومراقبة شبكات المسالك، من جهة ثانية، وهي علاقة تماثل بين طرق التجار وطرق الجند. ويتضح هذا الأمر منذ العصر الوسيط، وبالذات منذ الدولة المرابطية التي اتبعت في حركتها المحور التجاري المعروف ب «طريق اللمتوني» المنطلِق من الجنوب، مرورا بالدول التي تعاقبت على حكم المغرب فيما بعد، والتي تمحورت شبكات مسالكها في فاس التي التقت فيها الطرق الآتية من تلمسان وسجلماسة ومراكش، وفي مراكش التي التقت فيها الطرق الآتية من فاس وسجلماسة ورباط الفتح، وانتهاءً بالقرن التاسع عشر الذي استمر فيه موقع فاس ومراكش كقطبين رئيسيين، والذي عرف تزايد أهمية المسالك المحاذية للساحل الأطلسي. وكان للدولة المرينية دور في التشكل الترابي للمغرب، وتميز المغرب بنظام حكم مختلف عن إيديولوجية الخلافة المشرقية، وتكون في المغرب الأقصى كيان سياسي قريب من نموذج الدولة المركزية، حيث جعلت السلطة من الفترة الإدريسية مرحلة تأسيسة للدولة المغربية. وعرف المغرب ثنائية جغرافية ذات جذور تاريخية تتمثل في منطقة الغرب/الشمال، ومنطقة الحوز/الجنوب، الأولى تمتد من «أم الربيع إلى وجدة، مرورا بالسهول الأطلسية وسهل سايس، والثانية تمتد من «أم الربيع إلى أقصى سوس». وهذه الثنائية تبقى مُحَدِّدة على مستويات مختلفة، سياسية من حيث الصراع حول السلطة بين العصبيات أو بين الأمراء، وثقافية من حيث طقوس زيارة تهنئة السلطان التي كان يقوم بها العمال في المناسبات الكبرى. كما تظهر هذه الثنائية المجالية من حيث الممارسة السياسية على مستوى التقاطب بين مدينتي فاس ومراكش، كرستها «مؤسسة الأمير الخليفة» في القرن التاسع عشر، إذ جرت العادة بين السلطان والأمير إذا كان الأول بمراكش نهض الثاني لتحمل المسؤولية بمكناس وفاس والعكس. لهذا فسياسة تأمين الطرق، لم تظهر فقط عند بداية التسرب الأوربي للمغرب، بل هي جزء من بنية سياسية-مجالية بعيدة المدى.

ساعد الموقع الجغرافي للمناطق الجبلية الوعرة والقاصية، التي يصعب الوصول إليها، ويسهل لقبائلها الاعتصام والدفاع ضد جنود السلطة المركزية على الانفلات من رقابة المخزن وشق عصا الطاعة. تطور مفهوم السيبة من معناه المكاني المباشر ليطلق مجازا على أي تمرد ضد السلطة المركزية حتى ولو كان في العاصمة نفسها أو في المناطق القريبة منها، أي أن اللفظ أصبح مرادفا للتمرد على السلطة. ويذكر الباحث الفرنسي روبرت مونتان:
وكانت توجد بين بلاد المخزن وبلاد السيبة عادة منطقة وسطى شبه مخزنية تمارس فيها السلطة المركزية معظم وظائفها بشكل غير مباشر أو بشكل جزئي، حيث كانت تعتمد على زعماء بعض القبائل وتفوضهم في جمع الضرائب من قبائل أخرى أو من البادية القريبة من قبائلهم، في مقابل إعفائهم من بعض هذه الضرائب كلها.

## النزالة
كانت «النزالة» محطة استراحة وشكلها عبارة عن قطع أرضية مربعة الشكل محاطة بالأشواك، وبداخلها بيت من الحجر أو الطين يقطنه حراسها. وتوفر «النزالة» للمسافرين والقوافل الأمن والمبيت والأكل والشرب، مقابل رسم على الدواب لا على الأفراد. وإذا شهدت البلاد اضطرابات كانت «النزالة» تمنع في بعض الأحيان المسافرين أو القوافل الذين ينزلون بها من المرور بها، دون أن تقضي الليلة هناك، وإذا امتنعت القافلة أو المسافرون عن ذلك، تبرأ منهم «المخزن»، وتبرأ من مسؤولية ما قد يقع لهم في الطريق. كما توجد بعض «النزايل» التي لا يشرف عليها المخزن، وتخضع لإشراف القبائل والزوايا. وفي شمال المغرب تدعى النزالة ب ««الدشر»» وفي وسط المغرب تدعى «الدوار»، وهو مجموعة من الخيام تدق أوتادها في شكل دائري لحماية الماشية من السرقة والتي تستقر في الوسط فلا يمكن للسارق أن يجتاز حبال الخيام بالماشية المسروقة. كانت المسافة بين نزالة وأخرى حوالي 40 إلى 45 كلم، فتحولت النزايل مع مرور الوقت إلى قرى ثم مراكز حضرية ثم مدن تبعد عن بعضها البعض تقريبا بنفس المسافة مابين 30 إلى 45 كلم.

## الزطاط
كان «الزطاط»  رجل فيه الثقة والأمان قادر على حماية المسافر في الطرق غير الآمنة التي يرتادها اللصوص والقطاع حتى يصل إلى بر الأمان، وشخصيته متجدرة في الثقافة المغربية، حيث يقول المثل المغربي:«ما يقدرش يزطط راسوا»: أي لا يستطيع الاعتماد على نفسه في عمل أو سفر أو نحو ذلك. ويتفق الزطاط مع المسافرين على أن يجتاز بهم طريقا معينة مقابل مبلغ مالي يؤدونه له. وعندما يتعلق الأمر بالقبيلة، فقد تكون «الزطاطة» مبلغا ماليا يؤديه المسافر للقبيلة مقابل تأمينها للطريق. وقد يكون مبلغا ماليا يؤديه مقابل المرور فقط، ففي هذه الحالة القبيلة هي من تقوم بمهمة قاطع الطريق أمام كل من لم يؤد رسم المرور. وكان الزطاط يؤمن قوافل الحج لتسلك طرق آمنة وكان التجار يعتمدون على الزطاط لحماية تجارتهم وأموالهم.
وتحولت الزطاطة إلى حرفة تختص بها بعض القبائل مثل قبائل بني معقل، أو آيت عطا. كان الزطاط متواجدا بالمغرب الشرقي كما باقي المناطق، وكان الزطاطون من قبائل بني كيل بمنطقة بوعرفة لهم دور اساسي في تأمين تنقل المارة، وخاصة بمقطع «لخناك» الذي كان بمثابة واد بين الجبال تكسوه اشجار الغابة، ولم يكن مصدر الخوف يقتصر على القطاطعية، الذين كانوا يعترضون سبيل المارة لسلب اموالهم ومتاعهم، ولكن كذلك الحيوانات الشرسة التي كانت تخيف المارة.
وحتى في بداية القرن العشرين استمر دور الزطاط، فكان يعلق اسمه على حوانيت ودكاكين التجار الذين يحميهم ليعرف المارة أن تجارة فلان تحت حمايته. وكانت شخصية الزطاط ترعب اللصوص وقطاع الطرق. وأفتى فقهاء المغرب في نازلة «المقابل» الذي يحصل عليه الشخص الزطاط أو القبيلة مقابل حراسة أمن القوافل التجارية، وهذا المقابل هو ما يدعي ب«الجعل»، وأفتوا بجواز هذا العقد وهو الجعل رغم ما فيه من غرر، ذلك أن عقود الغرر منها ما هو محرم مثل بيع السلم.
وبعد الاستقلال، نجت الكلمة من الضياع، ودخلت في نسق معجمي يحيل إلى ممارسات يومية، إدارية - مخزنية بالدرجة الأولى، إلى ظاهرة اجتماعية، إلى سلوك ثقافي، أو يحيل إلى استعمال عامِّي يستند إلى «الخبرة العَمَلية، والقدرة على إيجاد المخرج المناسب في الظروف الصعبة».

## تتافسكا
كانت القبائل يربطها عامل الحلف وهذا الحلف أقوى من النسب يصير الداخل فيه فردا من القبيلة كامل العضوية، ففي فترة السيبة حين كانت القبائل تسطو بعضها على بعض، كانت القبائل الأمازيغية الأقل نفرا تلجأ للتحالف مع القبائل العربية والمستعربة وتدخلهم فيها لكي لا يفنيها الآخرين، هذا الأمر جعل الكثير من القبائل تتعرب بالكامل ونفس الشيء بالنسبة لبعض القبائل العربية والمستعربة التي كانت تلجأ للعنصر الأمازيغي، حيث تمزغت بالكامل مع مرور الوقت. وكان الأجنبي إذا حل بهذه بهذه القبائل مضطر إلى ذبحه رأسا من الماشية بطريقة طقوسية على باب أحد أفراد القبيلة، ليصبح أخا لهم بالتبني «كَما» بواسطة عقد أخوة يسمى «تاكَمات» مع أحد أفراد القبيلة الذي يتولى حمايته. وكانت العائلات اليهودية الطالبة للحماية تقدم ذبيحة «تتافسكا» لعائلات أمازيغية كبيرة وذات نفود من أجل طلب الحماية، ليتحول اليهودي إلى «امستطضن» أي بمثابة الأخ في الرضاعة، وهي علاقة بمفهوم التعاقد بين القبائل الأمازيغية «تاضا» التي تعني العهد والميثاق والهدف منه لا يقتصر على الهاجس الأمني فقط.

### هوامش
- عبد الأحد السبتي، بين الزطاط وقاطع الطريق. أمن الطرق في مغرب ما قبل الاستعمار، الدار البيضاء، دار توبقال للنشر، 2009.